# Pete Wilson

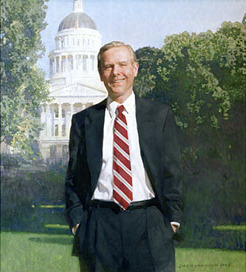
Pete Wilson

Peter Barton "Pete" Wilson  (sinh ngày 23 tháng 8 năm 1933) là một nhà chính trị Hoa Kỳ ở California, ông là đảng viên Đảng Cộng hòa Hoa Kỳ. Pete Wilson là Thống đốc thứ 36 của tiểu bang California giai đoạn 1991-1999, kết quả của hơn ba thập kỷ trong lĩnh vực công bao gồm tám năm làm Thượng nghị sĩ Hoa Kỳ (1983-1991), mười một năm làm Thị trưởng San Diego (1971-1982) và bốn năm là Dân biểu Tiểu Bang California (1967-1971).

## Tiểu sử thời trẻ
Peter Barton Wilson sinh ngày 23 tháng 8, năm 1933, ở Lake Forest, Illinois, một vùng ngoại ô phía bắc Chicago. Cha mẹ của ông là James Wilson Boone và Margaret Callaghan Wilson. Cha ông là một nhân viên bán hàng đồ trang sức người sau này trở thành một giám đốc quảng cáo thành công. Gia đình Wilson chuyển đến St Louis, Missouri khi Pete đang học trường trung học cơ sở. Ở đó, ông đã nhận học Trường St. Louis Country Day, trường trung học tư nhân độc quyền, nơi ông đã giành được một giải thưởng trong năm cuối cấp học bổng kết hợp, điền kinh, và quyền công dân. Vào mùa thu năm 1952, Pete Wilson ghi danh theo học tại Đại học Yale ở New Haven, Connecticut, nơi ông nhận được một học bổng ROTC Hải quân Mỹ (Marine Corps), học chuyên ngành bằng tiếng Anh, tốt nghiệp cử nhân.
Sau khi tốt nghiệp từ Yale, Wilson phục vụ ba năm trong Thủy quân lục chiến là một sĩ quan bộ binh, cuối cùng trở thành một trung đội trưởng. Sau khi hoàn thành của Thủy Quân Lục Chiến dịch vụ của mình, Wilson được một Juris Doctor (JD) mức độ từ Đại học California, Berkeley Trường Luật.
Trong năm 1962, trong khi làm việc cho các ứng cử viên thống đốc đảng Cộng hòa Richard M. Nixon, Wilson đã quen biết Herb Klein, một trong những phụ tá hàng đầu của Nixon. Klein cho rằng Wilson có thể làm tốt trong chính trị miền Nam California, vào năm 1963, Wilson chuyển đến San Diego.
Sau khi vượt qua kỳ thi luật sư lần thứ tư của mình, Wilson đã bắt hành nghề luật sư bào chữa hình sự ở San Diego, nhưng ông đã nhận thấy công việc này có thu nhập thấp và phản cảm cá nhân. Sau đó, ông nhận xét của Los Angeles Times, "Tôi nhận ra tôi không có thể là một luật sư lĩnh vực này - bởi vì hầu hết những người đến với bạn có tội" Wilson chuyển sang hành nghề luật sư thông thường hơn và tiếp tục hoạt động của mình trong chính trị địa phương, làm việc cho chiến dịch tổng thống Barry Goldwater không thành công vào năm 1964. Wilson thích chính trị và quản lý các chi hàng ngày của tiến trình chính trị đang phát triển. Ông đặt trong nhiều giờ cho các chiến dịch Goldwater, tìm kiếm tình hữu nghị của những người ủng hộ địa phương của đảng Cộng hòa cần thiết cho một sự nghiệp chính trị, và trong năm 1966, ở tuổi 33, ông chạy đua cuộc tranh cử và giành một ghế trong Thượng viện California, kế nhiệm Clair Burgener.
Wilson đã được tái bầu vào hội năm 1968 và 1970, và năm 1971 được bầu làm thị trưởng của San Diego